# Yaiba
Yaiba, stylisé Y∀IBA, est un manga de Gōshō Aoyama. Il a été prépublié entre 1988 et 1993 dans le magazine Weekly Shōnen Sunday de l'éditeur Shōgakukan et a été compilé en un total de 24 volumes reliés entre avril 1989 et février 1994. La version française a été éditée en intégralité par Soleil Manga entre janvier 2006 et septembre 2012.
Yaiba est le premier succès de Gōshō Aoyama, récompensé par le prix Shōgakukan dans la catégorie shōnen en 1993. L'auteur écrira par la suite Détective Conan dans lequel on retrouvera plusieurs références à cette série.
Une adaptation en série télévisée d'animation de 52 épisodes produite par Shogakukan Productions a été diffusée entre avril 1993 et avril 1994.

## Synopsis
Les aventures de Yaiba, un jeune garçon élevé à la dure et destiné à devenir samouraï.

## Personnages
Yaiba Kurogane (鉄刃, Kurogane Yaiba)
Jeune garçon d'environ 8 ans élevé dans la jungle et entraîné par son père aux méthodes de combat des samouraïs japonais. Yaiba peut sembler puéril voire stupide mais c'est un excellent combattant. Il manie le sabre de Raijin.
Sayaka Mine (峰さやか, Mine Sayaka)
Jeune fille dont la famille tient un dojo. Elle est l'amie de Yaiba. Elle le suit depuis le premier tome.
Takeshi Onimaru (鬼丸猛, Onimaru Takeshi)
L'ennemi juré de Yaiba. Au départ il était dans le même établissement scolaire que Sayaka mais lors d'une dispute banale avec Yaiba (celui-ci voulait se battre avec Onimaru mais lui, ne voulait pas), les deux jeunes ont décidé de s'entraîner pour vaincre l'autre. Onimaru s'est entraîné avec le sabre de Fûjin, qui était gardé par la famille d'Onimaru. Mais en s'entrainant, il s'est fait posséder par Fûjin : il est devenu un démon.
Musashi Miyamoto (宮本武蔵, Miyamoto Musashi)
Fameux samouraï connu pour sa méthode de nitô (usage simultané de deux sabres), c'est l'une des personnalités emblématiques de l'époque Sengoku, et le samouraï le plus célèbre en dehors du Japon. Désormais âgé de 400 ans, il demeure cependant très en forme pour son âge : Musashi est agile, rapide, vorace... et pervers aussi. Il gardait le sabre de Raijin mais depuis que Yaiba l'a pris, il a décidé d'être le maître d'arme de Yaiba.
Kojirô Sasaki (佐々木小次郎, Sasaki Kojirou)
Grand rival de Musashi, il a été tué par celui-ci il y a bien longtemps lors d'un duel célèbre. Sasaki Kojirô a été ressuscité par Onimaru qui avait besoin de ses services. Finalement, il est allé du côté de Yaiba dans l'espoir de récupérer le sabre de Raijin.
Geroda Gerozaemon (ゲロ田ゲロ左衛門, Geroda Gerozaimon)
Appartenant aux huit démons au service d'Onimaru au départ (homme-grenouille), Gerozaemon s'est rangé du côté de Yaiba.
Kagetora (カゲトラ)
Tigre que Yaiba et son père ont rencontré dans la jungle avant d'être envoyés au Japon par inadvertance. Sayaka l'a nommé comme ça en référence à Uesugi Kenshin.
Shônosuke (庄之助)
C'est un vautour qui a rejoint Yaiba au Japon. Pour les combats aériens, Yaiba utilise toujours Shônosuke.
Homme-araignée
Un des huit démons d'Onimaru, il est resté auprès de celui-ci. C'est limite un lèche-botte. Il prévoit toujours ses plans par des calculs mais ils finissent toujours par rater.
Jubei Yagyu (柳生十兵衛, Yagyū Jūbei)
Un des élèves du Yagyû que Musashi a eu il y a 350 ans. Dans la deuxième partie de l'histoire, Onimaru fait ressusciter des grands guerriers dans la peau d'un animal, totalement soumis à Onimaru. Le hic, c'est que Jubei Yagyu ne se transforme en animal, en loup, que lorsqu'il boit de l'alcool. Autrement, il est un allié de Yaiba.
Princesse Kaguya (かぐや)
Deuxième ennemi principal de Yaiba, la princesse Kaguya vient de la Lune. Elle fut endormie pendant mille ans à cause de Ryûjin. Elle veut la Terre à elle seule. Elle a l'apparence d'une humaine, mais en réalité c'est un monstre énorme à tête de lapins. Les habitants de la Lune peuvent fusionner avec n'importe quoi. Si on leur coupe leurs oreilles alors qu'ils ont fusionné avec quelque chose ou quelqu'un, ils resteront pour toujours sous la forme sous laquelle ils ont fusionné. C'est ce qui s'est passé avec la princesse Kaguya. Depuis, pour garder son apparence jeune et belle, elle aspire l'élixir de jeunes filles de la Terre et toutes les filles qui n'ont plus leur élixir, elles deviennent vieilles. Pour retrouver son apparence d'origine, elle doit prendre l'élixir de la prêtresse de Ryû, qui est en réalité Sayaka. Ce personnage est inspiré d'un conte japonais.
Kenjurô Kurogane (鉄剣十郎, Kurogane Kenjuurou)
Père du jeune samouraï Yaiba. C'est un homme d'une quarantaine d'années alcoolique et obsédé. Néanmoins c'est son entraînement qui a permis de faire de son fils un combattant hors pair.

## Univers

### Techniques de Yaiba
- Senpû-ken (l'épée qui ventile) : Yaiba met son majeur et son index à l'emplacement de la boule de foudre et fait tournoyer son sabre.
- Kaminari-giri (Coupe de l'éclair) : Cette attaque est conçue pour que l'adversaire ne puisse pas faire de parade. Yaiba fait en sorte que son attaque ressemble à un éclair.
- Le moulin à vent : Yaiba saute en l'air et coince son épée derrière lui et relâche : il tourne sur lui-même qui forme une sorte de moulin.
- La croix tranchante : Yaiba utilise le sabre de Fûjin et celui de Raijin qu'il met en croix, et coupe l'ennemi en quatre.

### Boules légendaires
Dans le manga, sept boules légendaires sont présentes au Japon. Elles peuvent être mises dans le trou sur le sabre de Raijin, ce qui permet à Yaiba d'utiliser leur pouvoir. Voici la liste des différentes boules légendaires :
- Eau (水?) : Cette boule permet à Yaiba de contrôler l'eau en "bougeant" l'épée et peut tirer de l'eau, de l'épée. Elle a été trouvée dans le Lac Biwa.
- Or (金?) : Permet à Yaiba de se transformer en n'importe qui ou n'importe quoi. Celui-ci l'a gagnée à Tanuki, à Shikoku.
- Feu (火?) : Elle permet à Yaiba de tirer des boules de feu, de son épée. Elle a été trouvée sur le Mont Aso.
- Grand (大?) : Permet à Yaiba de devenir géant. La première fois qu'il a utilisé cette boule, il est devenu assez grand pour quitter l'atmosphère. Cependant, lorsque la boule est à court de pouvoir, elle devient noire et Yaiba est épuisé car il a utilisé toute sa puissance. Elle retrouve sa puissance au fur du temps. Elle a été trouvée à Nara.
- Ténèbres (闇?) : Celle-ci est la plus dangereuse de toutes. Elle peut absorber quoi que ce soit sur son chemin incluant l'utilisateur. Quand Yaiba l'utilise pour la première fois, il est aspiré dans la boule avec Jûbei. Mais ils ont réussi à sortir avec succès. Elle a été trouvée à Niigata.
- Glace (氷?) : Cette boule permet à Yaiba de tirer de la glace, de l'épée. Elle a été trouvée à Hokkaido.
- Ryûjin (龍?) : Elle contient tous les pouvoirs des six autres boules légendaires. Chaque fois que Yaiba l'utilise, la sabre de Raijin se transforme en sabre de Ryûjin. Elle a 3 capacités : Yaiba peut voler en tenant l'épée, il peut créer une protection (un bouclier) d'énergie puissante qui peut bloquer des projectiles, et il peut appeler le Dieu Dragon en activant toutes les boules. La boule a été trouvée à l'intérieur du Mont Fuji.

### Sabres
Les sabres du manga sont les suivants :
- Fûjin (風神剣?)
- Raijin (雷神剣?)
- Ryûjin (龍神剣?)
- Monohoshizao (物干し竿?) (le Nodachi "Perche à Sécher" est réputé pour avoir réellement existé et avoir été l'arme de prédilection de Sasaki Kojirô, bien qu'il n'avait aucun pouvoir surnaturel; son pouvoir de s'allonger dans le manga est inspiré de son exceptionnelle longueur, qui n'était pourtant pas un handicap à son maniement par Kojirô)

## Influences et apparitions
- On peut retrouver les personnages du manga dans le premier OAV de Détective Conan, Conan contre Kid contre Yaiba. Au début de cet épisode, Conan se fait prêter les 24 volumes d'un manga, et plus tard, rencontre Yaiba Kurogane, puis son père, Kenjurô Kurogane.
  - Dans le tome 3 de Magic Kaito, il y a également un chapitre opposant Yaiba à Kid, mais sans Conan cette fois-ci, Détective Conan n'existant pas encore à l'époque où ce chapitre avait été publié.
- Le manga est inspiré de Dragon Ball, comme les sept boules légendaires qui correspondent aux sept Dragon Balls.

## Manga
Prépublié entre 1988 et 1993 dans le magazine Weekly Shōnen Sunday de l'éditeur Shōgakukan, le manga a été compilé en un total de 24 volumes reliés entre avril 1989 et février 1994. Il a connu plusieurs rééditions : en version Deluxe en 12 volumes sortis entre octobre 1995 et août 1997, au format bunko en 10 volumes sortis entre décembre 2001 et août 2002 ainsi qu'une nouvelle édition en 24 volumes sortis entre juillet 2004 et avril 2005.
La version française a été éditée en intégralité par Soleil Manga entre janvier 2006 et septembre 2012.

### Liste des volumes
| no | Japonais          | Japonais      | Français          | Français          |
| no | Date de sortie    | ISBN          | Date de sortie    | ISBN              |
| -- | ----------------- | ------------- | ----------------- | ----------------- |
| 1  | 18 avril 1989     | 4-09-122271-4 | 26 janvier 2006   | 978-2-84946-351-2 |
| 2  | 17 juin 1989      | 4-09-122272-2 | 25 février 2006   | 978-2-84946-362-8 |
| 3  | 18 août 1989      | 4-09-122273-0 | 23 mars 2006      | 978-2-84946-352-9 |
| 4  | 18 octobre 1989   | 4-09-122274-9 | 27 avril 2006     | 978-2-84946-404-5 |
| 5  | 14 décembre 1989  | 4-09-122275-7 | 27 mai 2006       | 978-2-84946-357-4 |
| 6  | 17 mars 1990      | 4-09-122276-5 | 10 juillet 2006   | 978-2-84946-470-0 |
| 7  | 18 mai 1990       | 4-09-122277-3 | 28 septembre 2006 | 978-2-84946-588-2 |
| 8  | 18 juillet 1990   | 4-09-122278-1 | 25 octobre 2006   | 978-2-84946-633-9 |
| 9  | 18 octobre 1990   | 4-09-122279-X | 6 décembre 2006   | 978-2-84946-666-7 |
| 10 | 18 février 1991   | 4-09-122280-3 | 24 janvier 2007   | 978-2-84946-721-3 |
| 11 | 18 mai 1991       | 4-09-122561-6 | 28 mars 2007      | 978-2-84946-767-1 |
| 12 | 18 juillet 1991   | 4-09-122562-4 | 20 juin 2007      | 978-2-84946-821-0 |
| 13 | 18 septembre 1991 | 4-09-122563-2 | 25 juillet 2007   | 978-2-84946-840-1 |
| 14 | 18 novembre 1991  | 4-09-122564-0 | 23 octobre 2007   | 978-2-84946-957-6 |
| 15 | 18 janvier 1992   | 4-09-122565-9 | 12 décembre 2007  | 978-2-30200-039-1 |
| 16 | 17 avril 1992     | 4-09-122566-7 | 15 octobre 2008   | 978-2-30200-132-9 |
| 17 | 18 juin 1992      | 4-09-122567-5 | 14 janvier 2009   | 978-2-30200-460-3 |
| 18 | 10 août 1992      | 4-09-122568-3 | 29 avril 2009     | 978-2-30200-574-7 |
| 19 | 18 novembre 1992  | 4-09-122569-1 | 16 décembre 2009  | 978-2-30200-647-8 |
| 20 | 18 février 1993   | 4-09-122570-5 | 10 février 2010   | 978-2-30201-002-4 |
| 21 | 18 mai 1993       | 4-09-123231-0 | 21 juillet 2010   | 978-2-30201-121-2 |
| 22 | 17 juillet 1993   | 4-09-123232-9 | 16 novembre 2011  | 978-2-30201-665-1 |
| 23 | 18 octobre 1993   | 4-09-123233-7 | 22 février 2012   | 978-2-30201-682-8 |
| 24 | 18 février 1994   | 4-09-123234-5 | 19 septembre 2012 | 978-2-30202-397-0 |

## Anime
Le manga a été adapté en anime de 52 épisodes diffusés simultanément sur TV Tokyo, TV Hokkaido et TV Aichi entre avril 1993 et avril 1994 sous le titre Kenyū Densetsu Yaiba (剣勇伝説YAIBA).
Une nouvelle adaptation, intitulée Shin samurai-den Yaiba, est annoncée pour le mois d'avril 2025.